# ایزومر هسته‌ای
در فیزیک هسته ای ایزومر را به یک هسته در حالت برانگیخته گویند.
شرط بودن در حالت ایزومری یا شبه‌پایدار این است که نیمه عمر واپاشی هسته از پیکو ثانیه بیشتر باشد.
به‌طور نمونه می‌توان از تکنیتیوم-۹۹m نام برد که در فیزیک پزشکی کاربرد فراوان دارد.